# Рипаботони
Рипабото̀ни (на италиански: Ripabottoni) е село и община в Южна Италия, провинция Кампобасо, регион Молизе. Разположено е на 695 m надморска височина. Населението на общината е 553 души (към 2010 г.).